# Wellington Bruno
Wellington Bruno (* 25. April 1986 in Guarulhos), mit vollständigen Namen Wellington Bruno da Silva, ist ein brasilianischer Fußballspieler.

## Karriere
Wellington Bruno stand von 2007 bis 2011 bei den brasilianischen Vereinen EC XV de Novembro, EC Noroeste, AA Internacional, Associação Ferroviária de Esportes, União São João EC, Alagoinhas AC, CS Alagoano, América FC und Ipatinga FC unter Vertrag. 2011 unterschrieb er einen langfristigen Vertrag beim Coimbra EC in Contagem. Von hier aus wurde er an die brasilianischen Vereine Ipatinga FC, CR Flamengo, AA Ponte Preta, Joinville EC und Botafogo FC (SP) ausgeliehen. 2013 gewann er mit dem Joinville EC die Copa Santa Catarina. 2014 spielte er bei Criciúma EC und Fortaleza EC. Sein ehemaliger Verein Coimbra EC nahm ihn 2011 wieder unter Vertrag. Die Vereine CA Penapolense und ABC Natal liehen ihn 2015 aus. Chiangrai United, ein Erstligist aus Thailand, lieh ihn die komplette Saison 2016 aus. Mit dem Verein aus Chiangrai spielte er 31-mal in der ersten Liga, der Thai Premier League. Nach Vertragsende bei Coimbra EC unterschrieb er 2017 einen Vertrag beim thailändischen Klub Chiangmai FC, einem Verein, der in Chiangmai beheimatet ist. Der Klub spielte in der zweiten Liga des Landes, der Thai League 2. Nach einer Saison wechselte er zum Ligakonkurrenten PTT Rayong FC nach Rayong. Mit Rayong wurde er Meister der zweiten Liga und stieg somit in die erste Liga auf. Nach dem Aufstieg kehrte er in seine Heimat zurück, wo er sich seinem ehemaligen Verein Botafogo FC (SP) anschloss. Nach einem Jahr wechselte er Anfang 2019 zum EC São Bento nach Mogi Mirim. Ende Juli 2020 lief sein Vertrag aus. Seit August 2020 ist er vertrags- und vereinslos.

## Erfolge
Joinville EC
- Copa Santa Catarina: 2013

PTT Rayong FC
- Thai League 2: 2018  ▲